# Aurel Mertz

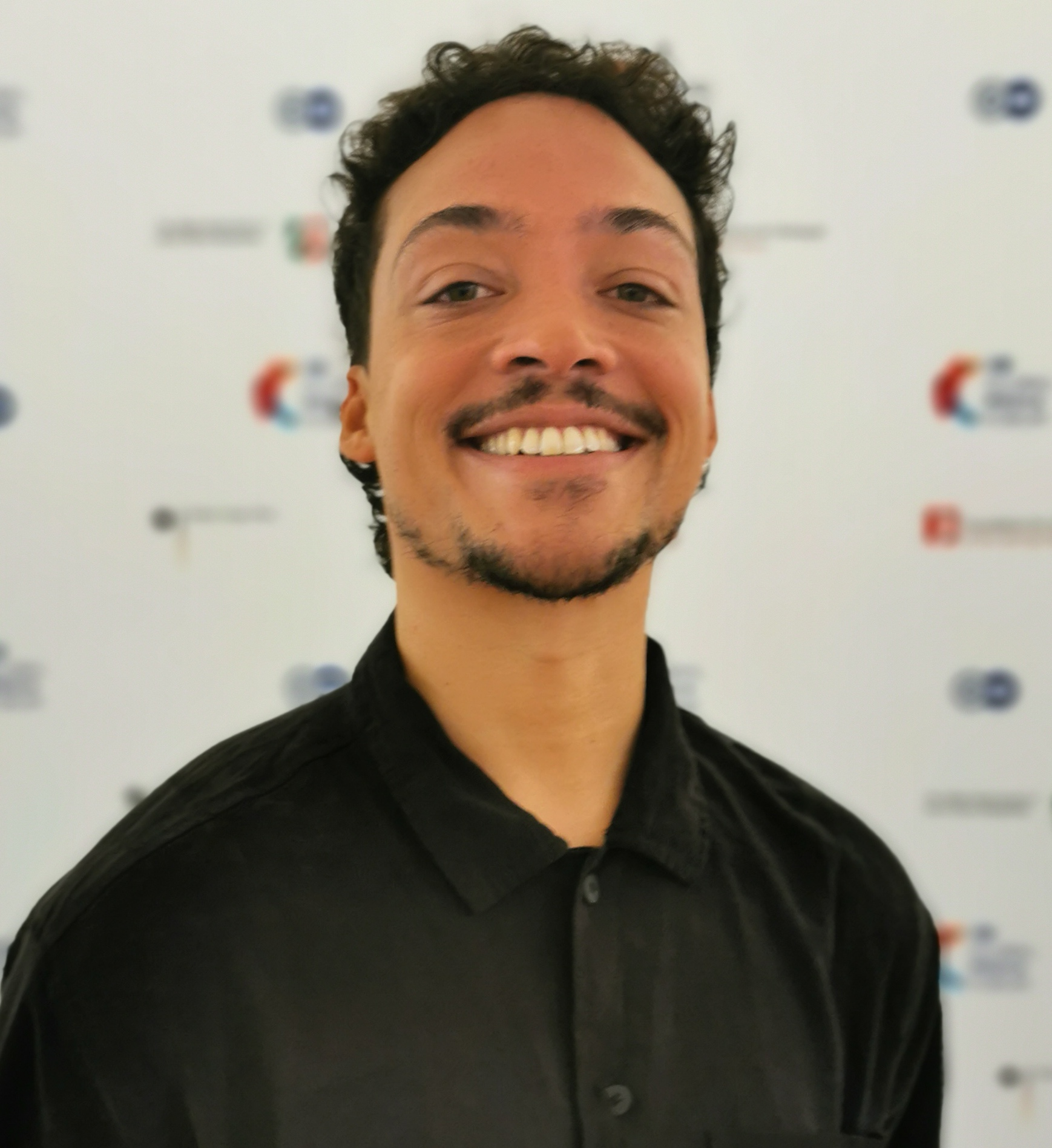
Aurel Mertz (2025)

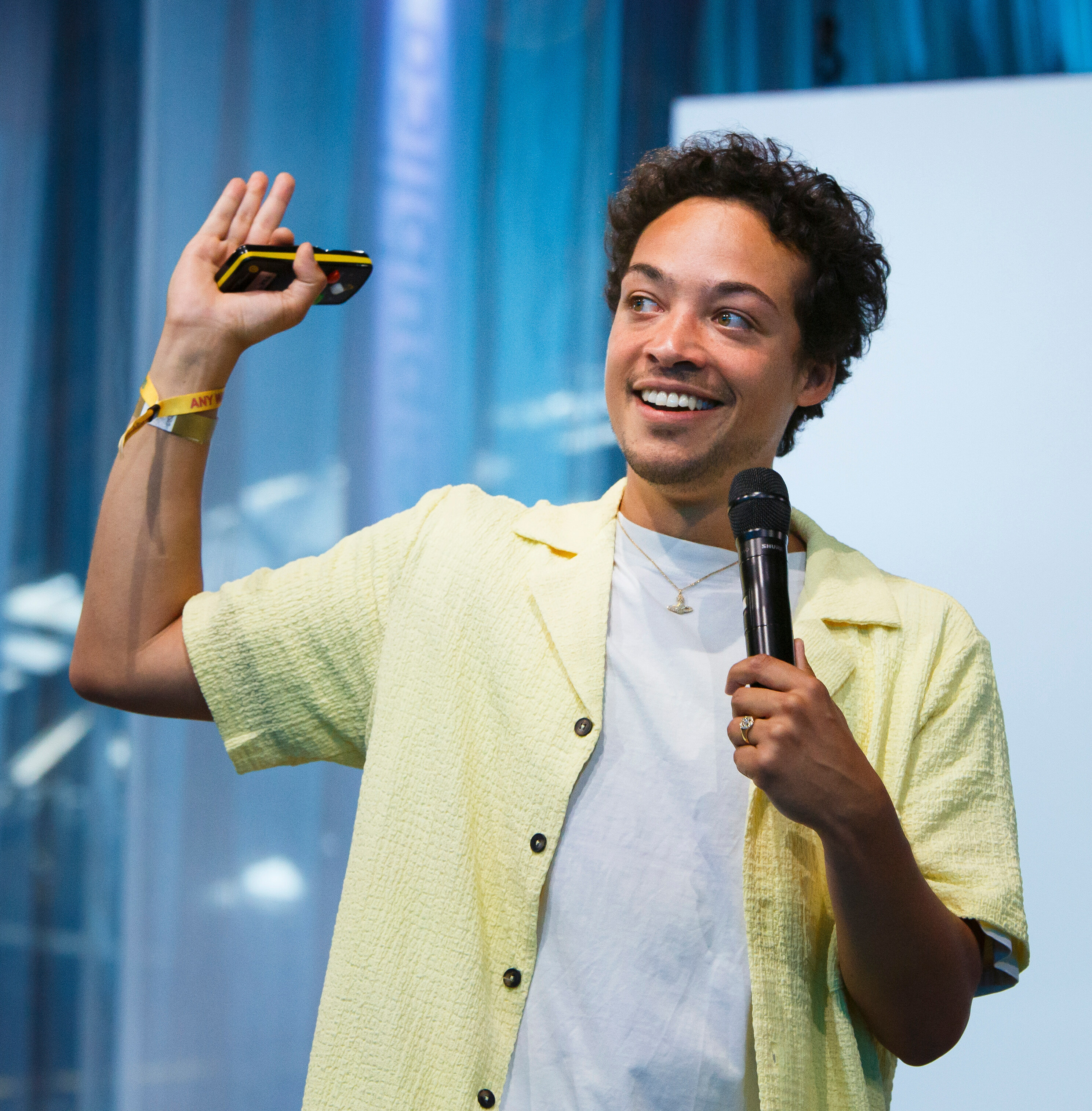
Aurel Mertz, 2022

Aurel Mertz (* 1. Juni 1989 in Stuttgart) ist ein deutscher Komiker und Moderator.

## Leben
Mertz wuchs in Stuttgart als Sohn eines Grafikers und einer Künstlerin auf. Seine Eltern lernten sich dort an der Merz Akademie kennen. Sein Großvater väterlicherseits stammt aus Ghana. Von 2009 bis 2012 studierte Mertz Publizistik- und Kommunikationswissenschaft in Wien und Istanbul.
2013 wurde er von Frank Elstner entdeckt und in der von der Axel-Springer-Akademie initiierten Moderatorenschule Frank-Elstner-Masterclass gefördert. Während seiner Ausbildung in der Frank-Elstner-Masterclass entwickelte Mertz die Late-Night-Show Boomarama, die zunächst auf dem Websender zuio.tv und zwischen 2015 und 2017 auf Tele 5 zu sehen war. Mertz ist wiederkehrender Gast des Livestream-Kanals Rocket Beans TV. Er und die Rocket-Beans-Moderatoren Florentin Will und Lars Paulsen lernten sich in der Frank-Elstner-Masterclass kennen. Seinen ersten Auftritt bei Rocket Beans TV hatte Aurel im Juni 2015 in der Rocket Beans Sendung Bohn Jour zusammen mit Florentin Will. Es folgten Auftritte in den Sendungen Almost Daily, Almost Plaily sowie MoinMoin.
Seit 2017 tritt Mertz als Stand-up-Comedian auf. Unter anderem war er bei NightWash live im Waschsalon in Köln zu sehen. Im März 2020 ging er erstmals mit seinem eigenen Comedy-Programm Millennials auf Tour. 2023 folgte eine weitere Tour unter dem Programmnamen Flawless. Im August 2019 war er in der Sendung Neo Magazin Royale bei Jan Böhmermann zu Gast.
Von August 2019 bis 2023 war er Teil der Instagram-Sitcom Aurel auf einem dazu eigens erstellen Kanal. Die Sitcom bestand aus Webepisoden, Bildern, GIFs und Bildgrafiken, die täglich in Form von Instagram-Beiträgen veröffentlicht wurden. Aurel wurde von der Steinberger Silberstein GmbH im Auftrag des ZDF für funk, dem Jugendangebot des ZDF, produziert. Im September 2021 folgte die Satire-Show Aurel Original, die für die ZDFmediathek produziert wurde. Die Show wurde um zwei Staffeln bis 2023 verlängert. Ab September 2023 war er Teil der Quizshow Das große Menschenraten, die von Lea Wagner moderiert und für das SWR und die ARD Mediathek produziert wurde.
Zusammen mit Kat Kaufmann moderierte er ab 2020 den FYEO-Podcast Zentrale Zeitgeist. 2021 zeichnete er 24 Episoden für den Spotify-Podcast Das Aurel Update auf. Seit November 2021 zeichnet er den Podcast Aurels Alarma Pyjama auf.
Seit Mitte 2023 moderiert er deep und deutlich als Nachfolger von Louisa Dellert. Seit 2024 moderiert Mertz seine Late-Night-Show Neo Tropic Tonight auf ZDFneo. Für die Verleihung des Deutschen Filmpreises 2024 wurde er als einer von sieben Co-Gastgebern ausgewählt.
Mertz lebt in Berlin.

## Rezeption
Im Juli 2020 veröffentlichte Mertz auf seinem Instagram-Kanal ein satirisches Video über Polizeigewalt im Kontext der Black-Lives-Matter-Bewegung. Darin spielt er einen jungen Mann, der dabei ist, sein Fahrrad aufzuschließen. Zwei Polizisten spekulieren darüber, ob er dabei sei, eine Straftat zu begehen und diskutieren seine Hautfarbe. Am Ende des Videos erschießt ihn ein Scharfschütze. Als die beiden Polizisten sehen, dass der Mann Sandalen mit Socken trägt, kommen sie zum Schluss, dass er Deutscher sei. Nach Berichterstattung der Boulevardzeitung Bild kritisierten verschiedene Politiker das Video. Nordrhein-Westfalens Innenminister Herbert Reul nannte es einen „Schlag ins Gesicht jedes Polizeibeamten“, die Darstellung von Polizisten und Polizistinnen „pauschal als ausländerfeindliche Dumpfbacken“ sei menschenverachtend. Auch Baden-Württembergs Innenminister Thomas Strobl und CDU-Innenpolitiker Christoph de Vries kritisierten das Video. Mertz verteidigte das Video auf Twitter mit der Begründung, es gehe „nicht darum, die gesamte Polizei unter Generalverdacht zu stellen, aber so lange uns Bilder wie aktuell aus Frankfurt und Düsseldorf erreichen und Racial-Profiling-Studien abgesagt werden, müssen wir den Finger in die Wunde legen“.

## Filmografie

### Fernsehen
- 2015–2017: Boomarama (Tele 5)
- 2016: Dit is Fussball (Tele 5, Fernsehserie)
- 2016: Risky Quiz (ProSieben)
- 2021–2023: Aurel Original (ZDFneo)
- 2023: Wir können auch anders (ARD, Fernsehserie, 2 Folgen)
- 2023: Das große Menschenraten (SWR)
- seit 2023: deep und deutlich (NDR)
- 2024: Neo Tropic Tonight (ZDFneo)

### Kino
- 2018: Wuff – Folge dem Hund
- 2023: Trauzeugen

### Synchronrollen
- 2024: Garfield – Eine extra Portion Abenteuer (Snickers)